# Chiesa di Nostra Signora di Otti

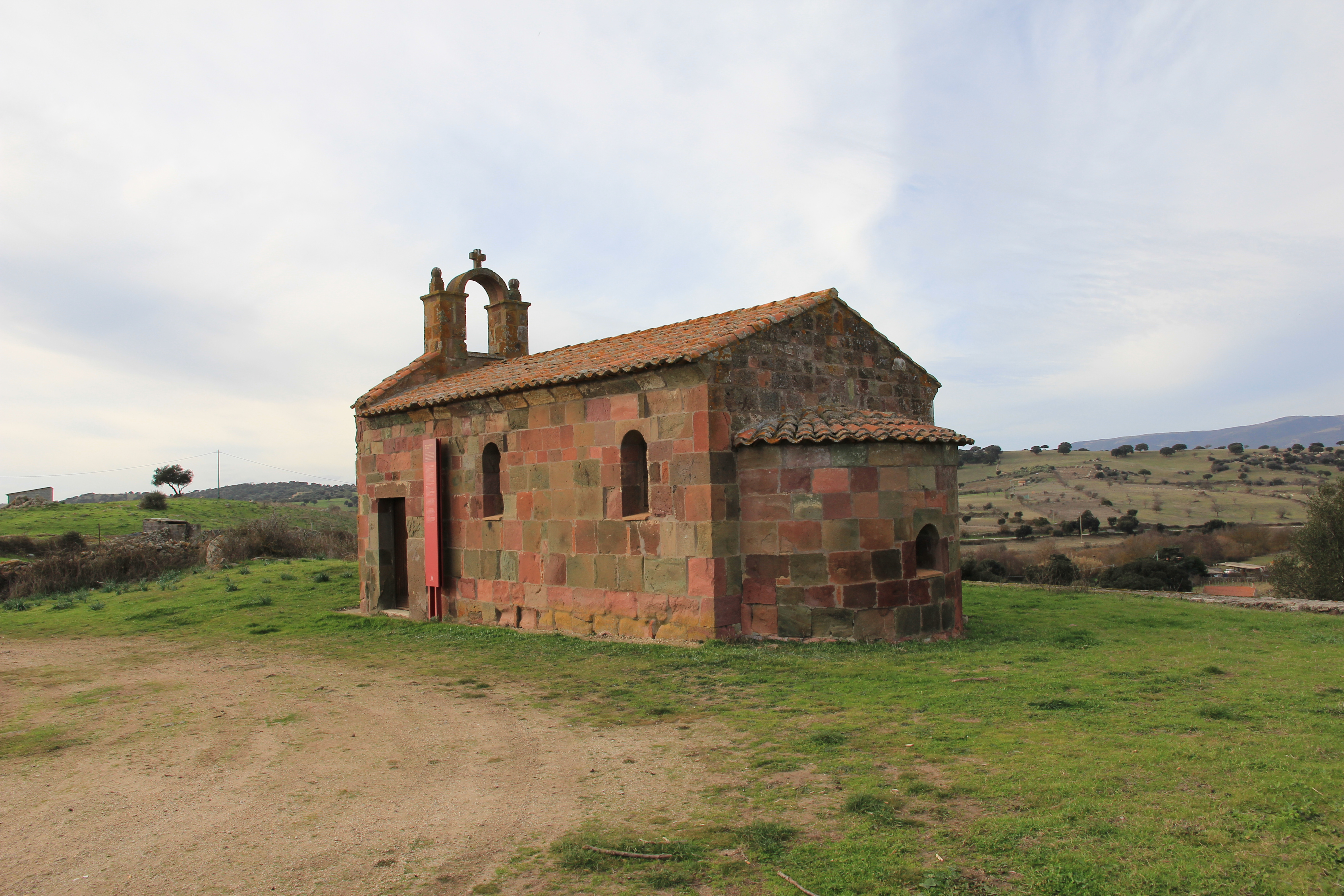
Nostra Signora di Otti

Nostra Signora di Otti è una chiesa romanica situata in località campestre, nel territorio del comune di Oschiri.

## Storia e descrizione
Intitolata alla Vergine Nascente (8 settembre), si trova a pochi chilometri dall'abitato attuale, ma un tempo al centro di un piccolo insediamento lungo il Rio Mannu, documentato ancora nel 1530 e spopolatosi nel corso del XVI secolo.
La datazione dell'edificio al XII secolo si basa sulla semplicità dell'impianto e su alcuni elementi architettonici ascrivibili alla stagione del romanico sardo.
Realizzata tra XI e XII secolo da maestranze che dovettero lavorare anche alle chiese di San Demetrio e di Nostra Signora di Castro, ha una pianta rettangolare a navata unica con piccola abside semicircolare (4,5x7x1 m) con paramenti murari lisci in conci di trachite di varie tonalità, dal rosso al verde. La copertura è a doppio spiovente con capriate lignee rivestite da coppi. La facciata, verso ovest, non ha né portale né decorazioni, eccezion fatta per il campanile a vela, un tempo molto più alto, che venne abbattuto da un fulmine in tempi recenti e ricostruito secondo uno stile più misurato e di influsso tardorinascimentale spagnoleggiante. Un restauro del terrazzamento ha anche interrato la struttura di oltre un metro (sopraelevando anche la pavimentazione), che quindi in origine era assai più slanciata verso l'alto. L'accesso avviene unicamente dal portale architravato sul lato sud.
L'interno è spoglio, privo di arredi, e con le pareti tineggiate in bianco, diversamente da quanto doveva essere in origine. Quattro monofore assicurano l'ingresso della luce.